# Cementiri de Sants
El Cementiri de Sants és un recinte funerari de l'Hospitalet de Llobregat, catalogat com a bé cultural d'interès local.

## Història
A mitjans del segle xx, el creixement de la població de Sants a causa de la industrialització va fer que el cementiri parroquial de Santa Maria dels Sants resultés insuficient i provoqués les queixes dels veïns per la pudor.
Aleshores, l'Ajuntament de la localitat va crear una comissió per tal de trobar-ne una nova ubicació que reunís les condicions higièniques necessàries, i finalment es va triar el municipi veí de l'Hospitalet, que es trobava en la jurisdicció parroquial. El 1865 es va intentar la compra d'unes vinyes a la Torrassa, però els propietaris ho van poder evitar amb l'ajuda de l'alcalde d'aquell municipi, que a canvi, va oferir uns terrenys a Collblanc. Després d'una llarga negociació, amb la intervenció d'Antoni Sedó, finalment es va arribar a un acord, i el 16 d'agost de 1878, l'Ajuntament de Sants va comprar la finca de La Coveta a Salvador Nonell per 17.575 pessetes.
El projecte fou encomanat a l'arquitecte municipal Jaume Gustà i Bondia, i el 17 de desembre del mateix any, el nou cementiri fou beneït pel rector de la parròquia.

## Descripció
La porta d'accés al recinte és rectangular, flanquejada per dobles pilastres sobre pedestals i amb el capitell llis que aguanten una llinda amb la inscripció «Cementerio de Sans» i un frontó. El recinte ocupa uns 8.000 m², distribuïts en tres espais fonamentals: un de central, fonamentalment per a panteons i per a la capella, i dos de laterals amb majoria de nínxols. Els materials són molt variats: abunden la pedra artificial, el maó arrebossat i la rajola vidriada.
L'estil del conjunt és variat, però hi ha especialment obres eclèctiques i historicistes. Cal remarcar unes escultures de Pau Gargallo per encàrrec del pintor Marià Pidelaserra. Del 1910-1911 és la làpida funerària de la família Pidelaserra, amb l'obra Angel resant (nínxol 90), acompanyada el 1918 per l'estàtua tombal de Teresa Brias (la mare de Marià Pidelaserra), que es troba en una altra tomba (nínxol 36).

## Enterrats coneguts
- Francesc Comas i Pagès «Perones» (1896-1923), dirigent obrer anarcosindicalista (Dep. 3, nínxol 4469)
- Fèlix Vivet i Trabal (Torelló, 1911 – Esplugues de Llobregat, 1936), prevere salesià, mort com a màrtir en les persecucions de l'inici de la Guerra civil espanyola i venerat com a beat
- Guillem Grases (Tarragona, 1899 - Barcelona, 1941), actor
- Marià Pidelaserra i Brias (Barcelona, 1877 - 1946), pintor (Dep. 1, tram 1, nínxol 800), amb làpida esculpida per Pau Gargallo
- Félix de Pomés (1893-1969), futbolista i actor (ossari)
- Assumpta Gonzàlez i Cubertorer (Borriana, Plana Baixa, 1917 - Barcelona, 2003), dramaturga en català (Dep. 1r, tram 3, nínxol 3.359)[5]
- Pere Balañà i Espinós, empresari de l'espectacle, i el seu fill Pere Balañà i Forts (1924-2018) (Dep. 1, tram 2, panteó 55)
- Joan Bosch i Palau (Valls, 1925 - Barcelona, 2015), director i guionista de cinema (Dep. 10, tomba 110)[6]